# Stopień suchości pary
Stopień suchości pary – parametr określający zawartość pary nasyconej w całkowitej masie wody i pary.
{\displaystyle x={\frac {m_{p}}{m}}={\frac {m_{p}}{m_{p}+m_{c}}}}
gdzie:
- {\displaystyle m_{p}} – masa fazy gazowej (pary nasyconej suchej),
- {\displaystyle m_{c}} – masa fazy ciekłej (cieczy nasyconej) w parze mokrej,
- {\displaystyle m} – masa całkowita wody i pary.

Stopień suchości przyjmuje wartości:
- x = 0 – dla wody na początku wrzenia (nie ma jeszcze pary),
- 0 < x < 1 – dla mieszaniny wody z parą,
- x = 1 – dla pary nasyconej.